# 얀 반 리베크
얀 반 리베크(Jan Van Riebeeck, 1619년 4월 21일~1677년 1월 18일)는 네덜란드의 식민지 책임자이자, 케이프 식민지를 건설한 것으로 알려져 있다.

## 생애

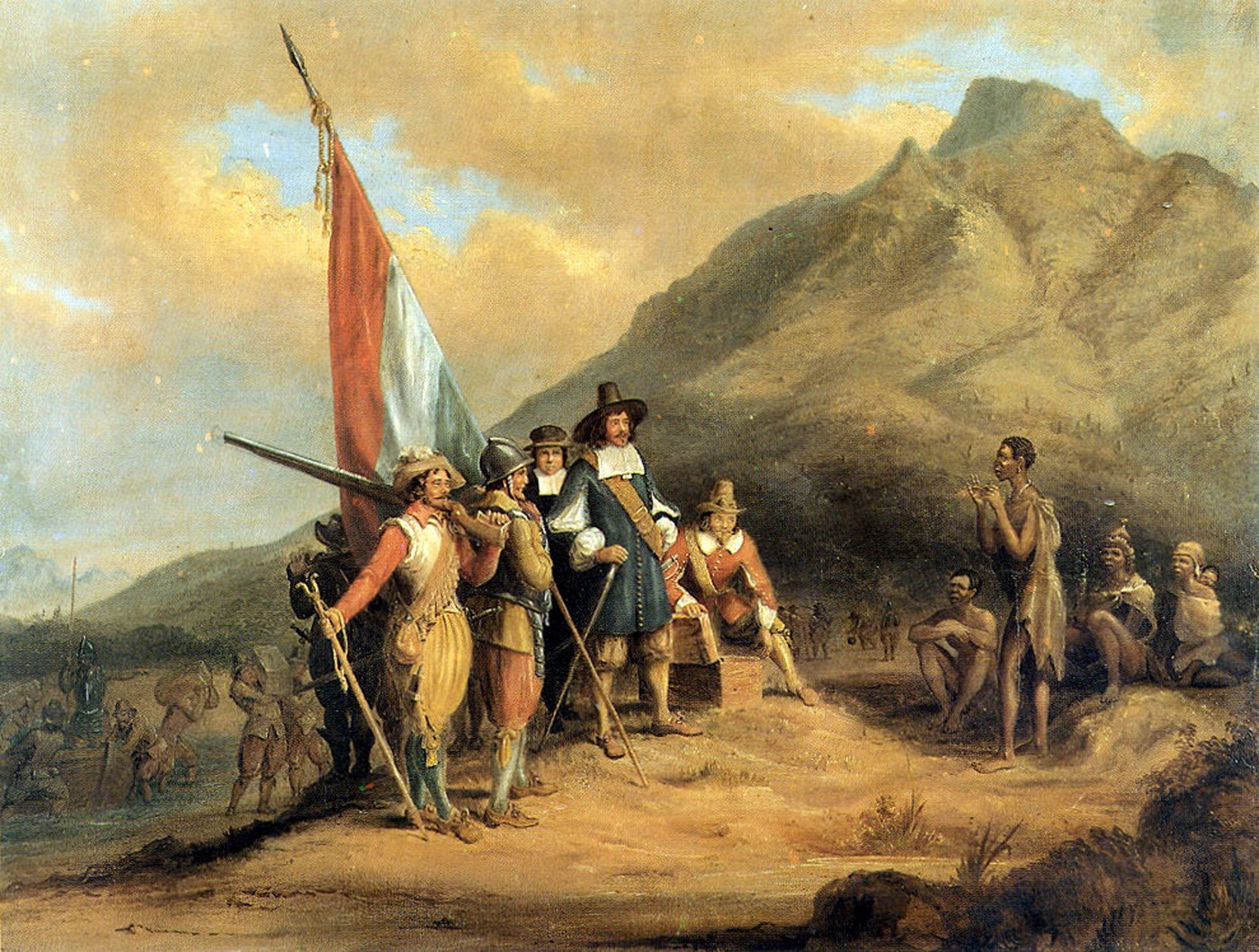
얀 반 리베크의 케이프 타운 도착 - 찰스 데이비슨 벨

네덜란드 쿨렘부르그(Culemborg)에서 태어났고 스키담(Schiedam)에서 자랐다. 아버지 안토니는 배를 소유한 선원으로 북해 무역으로 부를 얻었다. 얀 반 리베크 자신은 20세의 나이에 외과 의사가 되어 조수로 네덜란드 동인도 회사가 소유하고 있는 선박의 의사가 되었다. 바타비아 외과 의사의 조수 등을 지낸 후, 1639년 네덜란드 동인도 회사에 가입해서, 바타비아 (현재의 자카르타)에 부임하는 상사원이 된다.
1642년, 상업 시장 조사 일로 나가사키 데지마에 파견된다. 베트남의 통킹에 실크 무역에 종사하는 무역의 책임자를 역임했다, 그러나 무역과정에 부정 축재를 하면서 그는 자리를 떠나게 되었다. 1645년 임시 귀국한다.
1651년, 남아프리카 네덜란드 정착촌 건설을 명령받고, 네덜란드 동인도 회사의 케이프타운 보급 기지를 건설하는 지도관으로 다시 해외에 파견된다. 1652년 4월 6일 이후 케이프타운 지역에 3척의 선박, Drommedaris과 Reijger과 Goede Hoop을 이끌고 상륙하여 동인도와 네덜란드의 무역 항로의 중계지를 만들었다.
1652년에서 1662년 사이 말라카 총독을 지냈다. 케이프 지휘관으로 테이블 베이를 항구로 정비하고, 과일과 야채를 재배하고, 코이코이족에게서 가축을 수입했다. 처음 요새는 나무와 흙으로 만들어졌다. 현재 케이프타운 성은 반 리베크가 남아프리카를 떠난 후 1679년에 완성된 것이다. 바타비아에서 사망했다.
리베크 건설한 네덜란드 동인도 회사의 농장의 일부는 컴퍼니 정원으로 현재 장미 정원 등이 있는 시민의 휴식 장소가 되었다.

## 혜성
반 리베크는 1652년 12월 17일, 남아프리카에서 발견된 최초의 혜성 C/1652 Y1 정보를 알렸다. 소행성 (9239) 반 리베크는 리베크의 이름을 따서 명명되었다. 1940년에서 1993년까지 남아프리카 공화국의 지폐에 리베크의 초상이 사용되었다.

## 같이 보기
- 네덜란드 동인도 회사
- 희망봉